# Гюрсой, Хюсейн
Хюсейн Гюрсой (тур. Hüseyin Gürsoy; 1934, Олту, Эрзурум — 1 сентября 1993, Олту, Эрзурум) — турецкий борец вольного стиля. Участник летних Олимпийских игр 1968 года.

## Биография
Хюсейн Гюрсой родился в 1934 году в турецком городе Олту.
В 1967 году завоевал золотую медаль борцовского турнира Средиземноморских игр в Тунисе в весовой категории до 97 кг.
В 1968 году вошёл в состав сборной Турции на летних Олимпийских играх в Мехико. В весовой категории до 87 кг в первом круге на 2-й минуте победил туше Хосе Мануэля Эрнандеса из Гватемалы, второй пропустил, в третьем решением судей выиграл у Хулио Граффиньи из Аргентины, в четвёртом решением судей победил Петера Дёринга из ГДР, в пятом завершил вничью поединок с Томо Пэкхемом из США, в шестом решением судей проиграл Продану Гарджеву из Болгарии и выбыл из борьбы, заняв 5-е место.
Трижды участвовал в чемпионатах Европы. В 1968 году в Скопье занял 5-е место в весовой категории до 87 кг, в 1970 году в Восточном Берлине и в 1972 году в Катовицах — 4-е место в весовой категории до 90 кг.
Умер 1 сентября 1993 года в Олту.